# John Burke (9e comte de Clanricard)
Pour les articles homonymes, voir John Burke et Burke.
William Burke (mort le 17 octobre 1722) est un pair irlandais et le 9e Comte de Clanricard  de 1709 à 1722

## Origine
John Burke est le plus jeune fils de William Burke (7e comte de Clanricard) et de sa première épouse Lettice Shirley. Sa demi-sœur cadette Honora Burke épouse Patrick Sarsfield

## Biographie
John Burke est créé en 1689 Baron Bophin, au large d'Inishbofin dans le comté de Galway où Burke est encore un patronyme commun parmi les habitants des  îles. En 1689 il commande comme colonel un régiment de fantassins pendant  la   Guerre de Guillaume III en Irlande (en). Il est fait prisonnier lors de la bataille d'Aughrim en 1691 et déclaré « hors la loi ». Son frère cadet Ulick Burke, 1er vicomte Galway est tué au cours du même combat. En 1703, il obtient une révision de sa situation après un Acte privé du Parlement d'Angleterre, en échange d'une amende de 25.000 livres et l'engagement que ses deux fils aînés seraient élevés dans le Protestantisme. En 1709 il succède à son frère Richard
Alors que son fils aîné se conforme à la foi protestante, les plus jeunes des Burkes restent catholiques et combattent avec les Oies sauvages. Le Colonel Ulick Burke sert le roi de France, au moins jusqu'en 1757. Le Lieutenant général Eamonn Burke est membre d'un régiment irlandais en Espagne, et meurt à Bologne en 1744. William est tué lors de la bataille de Fontenoy en 1745
Il meurt le 17 octobre 1722 et il a comme successeur son fils Michael Burke (10e comte de Clanricard).

## Sources
- (en) T.W Moody, F.X. Martin, F.J. Byrne A New History of Ireland , Volume IX Maps, Genealogies, Lists. A companion to Irish History part II . Oxford University Press réédition 2011  (ISBN 9780199593064).